# Stikine-folyó
A Stikine (ejtsd: sztikín) egy 539 km hosszú folyó Kanada Brit Columbia tartományának északnyugati részén, és részben Alaszka délkeleti részén.
A Stikine-folyó az egyik utolsó érintetlen vadvíz Kanadában.
A folyó neve a Tlingit nevű őslakos törzstől származik (Shtax' Héen), mely felhős folyót jelent, tele lazac ikrával.

## Földrajza
A folyó Kanadában a Spatsizi-platón ered és az USA-beli alaszkai Wrangler városánál az Eastern Passage nevű csatornába torkollik.
Az Eastern Passage egy fjord-csatorna, mely Wrangell Island-ot (Wrangell sziget) a keleti oldalán választja el a szárazföldtől.
A folyó átvág a Tahltan-magasföldön és itt torkollik be a folyóba a Tuya és a Tahltan-folyó.

### Mellékfolyói
- Duti River
- Chukachida River
- Spatsizi River
- Pitman River
- McBride River
- Klappan River
  - Little Klappan River
- Tanzilla River
- Klastline River
- Tuya River
  - Little Tuya River
- Tahltan River
  - Little Tahltan River
  - Hackett River
- Chutine River
- Porcupine River
- Choquette River
- Scud River
- Iskut River
  - Little Iskut River

## Története
Az 1870-es évek aranylázában a folyón megnövekedett a forgalom.
A folyó az 1900-as évek elején az USA és Kanada határfolyója volt, az idők során a hordalék lerakodása miatt Alaszka felé elterelődött. A két ország közötti megállapodás alapján a kanadai hajók akadálytalanul használhatták a folyót a tenger felé, de ennek ma már nincs jelentősége, mert lecsökkent a folyón a forgalom.